# Lissoeme testacea
Lissoeme testacea är en skalbaggsart som beskrevs av Martins, Chemsak, Linsley, Chemsak och Linsley 1966. Lissoeme testacea ingår i släktet Lissoeme och familjen långhorningar.
Artens utbredningsområde är Venezuela. Inga underarter finns listade i Catalogue of Life.